# Flavignac
Flavignac est une commune française située dans le département de la Haute-Vienne, en région Nouvelle-Aquitaine.
Elle est intégrée au parc naturel régional Périgord-Limousin.
Ses habitants s'appellent les Flavignacois et les Flavignacoises.

## Géographie

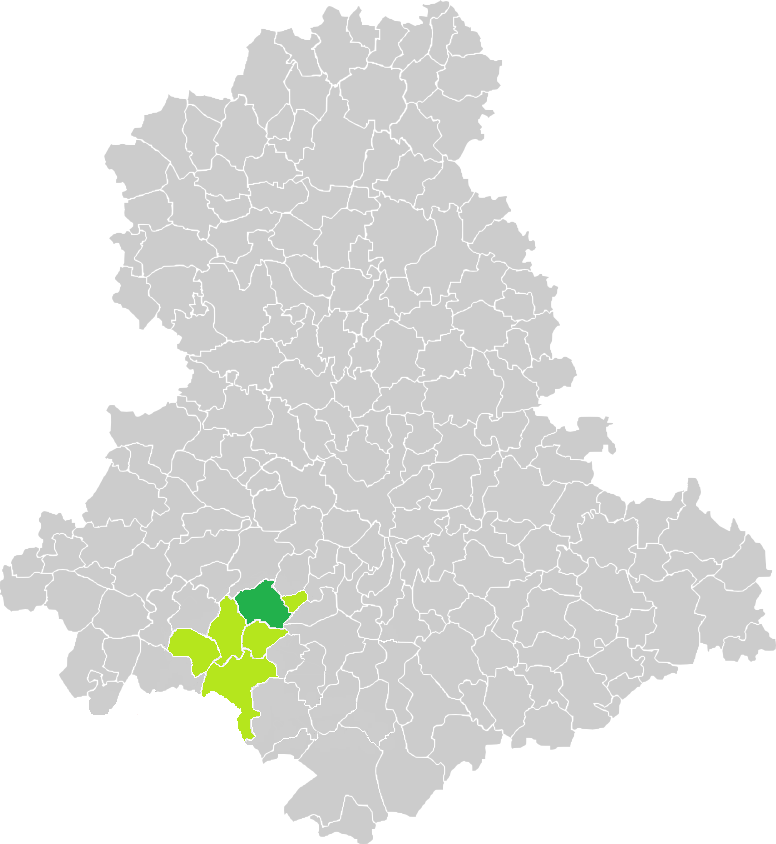
Situation de la commune de Flavignac dans le canton de Châlus et en Haute-Vienne.

Situé à une vingtaine de kilomètres de l'agglomération de Limoges, le territoire de la commune fait partie du plateau de Limoges même si sa partie sud repose sur les premiers contreforts des monts de Châlus. Le terroir communal est traversé par le ruisseau de l'Arthonnet, affluent de l'Aixette et par le ruisseau du Brouillet qui alimente l'étang Saint-Fortunat à proximité du bourg. L'altitude varie de 276 à 410 mètres (environ 320 m pour l'étang Saint-Fortunat).
La commune se situe sur le Plateau du Limousin, dans le Massif central.
Flavignac est une des communes les moins forestières de la Haute-Vienne et du Limousin et les terres agricoles y sont plutôt de bonne qualité. Depuis la fin du XIXe siècle, l'agriculture s'est progressivement organisée autour de l'élevage bovin (certains élevages de la commune (Faye) ont contribué à la sélection de la race bovine limousine). On trouve aujourd'hui plusieurs exploitations de 100 hectares ou plus, dont le développement a été favorisé par le remembrement foncier des années 1960. Plusieurs entreprises de produits du sol et de services liés à l'agriculture existent sur la commune.
Depuis la fin du XXe siècle, après une lente érosion démographique amorcée vers les années 1890, la commune regagne de la population, notamment en raison de la proximité de la ville de Limoges qui entraîne l'arrivée de nouvelles familles dont les actifs travaillent à Limoges. Fin 2008, l'Insee annonce officiellement que la commune a dépassé à nouveau les 1 000 habitants, depuis 2007.
La commune compte encore les commerces et services essentiels et un tissu artisanal assez développé (voir ci-dessous).

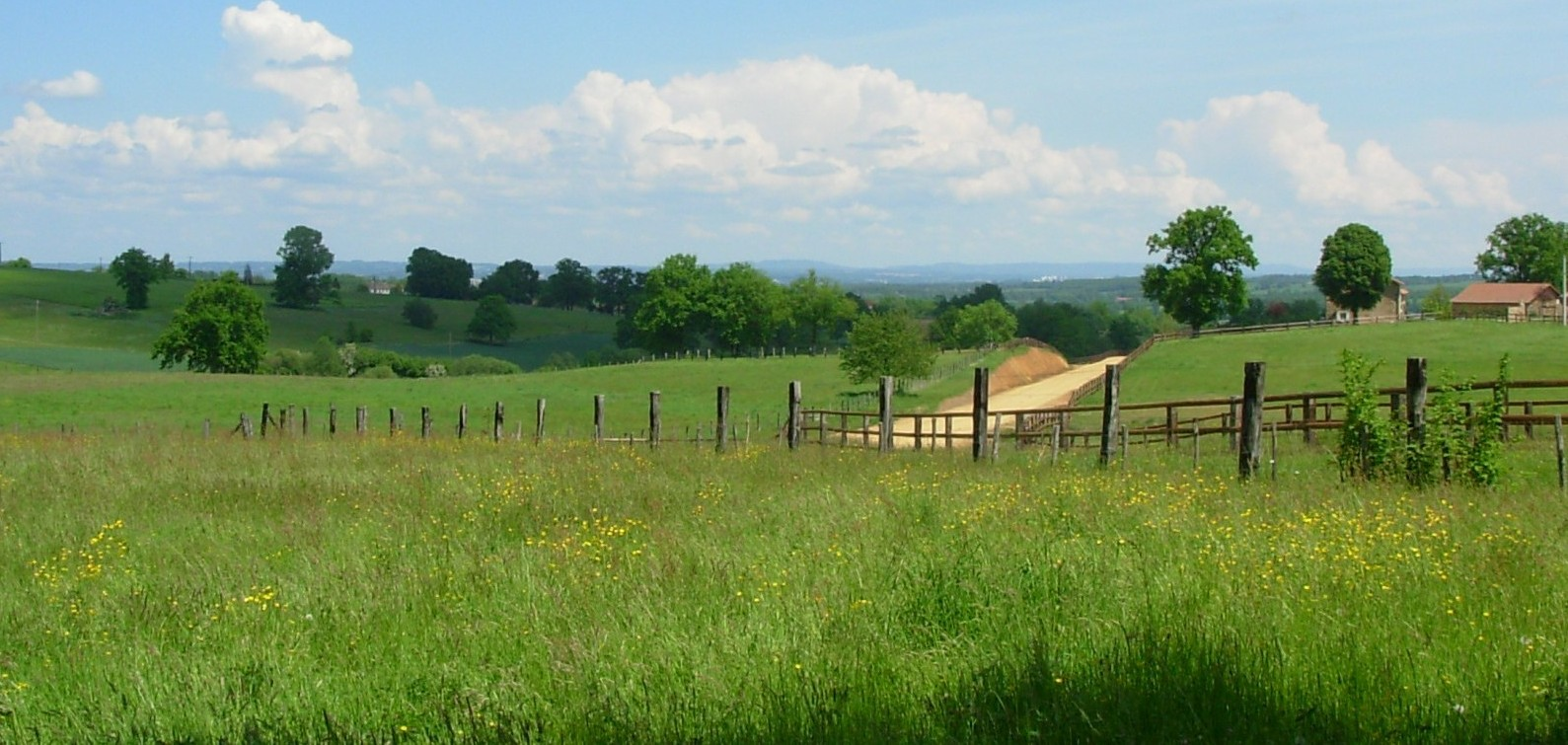
Flavignac, vallon du Brouillet, vue vers Limoges.
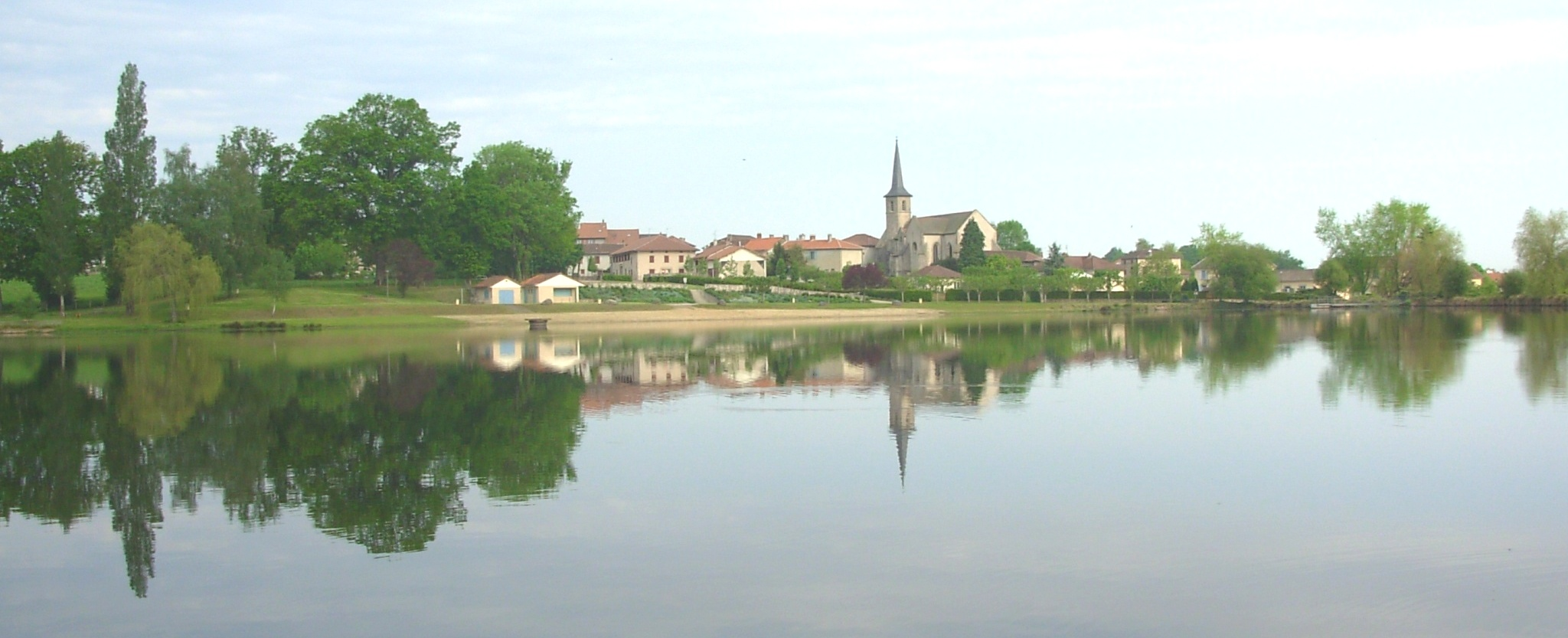
Flavignac, l'étang Saint-Fortunat.

La commune a adhéré en 1998 au parc naturel régional Périgord-Limousin et en 2002 à la communauté de communes des monts de Châlus.

### Communes limitrophes
|        | Séreilhac | Saint-Martin-le-Vieux  |
| Pageas | Flavignac | Lavignac, Meilhac      |
|        | Les Cars  | Nexon, Rilhac-Lastours |

### Climat
Pour des articles plus généraux, voir Climat de la Nouvelle-Aquitaine et Climat de la Haute-Vienne.
Historiquement, la commune est exposée à un climat océanique limousin.  
En 2020, Météo-France publie une typologie des climats de la France métropolitaine dans laquelle la commune est exposée à un climat océanique altéré et est dans la région climatique  Ouest et nord-ouest du Massif Central, caractérisée par une pluviométrie annuelle de 900 à 1 500 mm, maximale en automne et en hiver.
Pour la période 1971-2000, la température annuelle moyenne est de 11,2 °C, avec une amplitude thermique annuelle de 14,7 °C. Le cumul annuel moyen de précipitations est de 1 105 mm, avec 13,5 jours de précipitations en janvier et 8 jours en juillet. Pour la période 1991-2020, la température moyenne annuelle observée sur la station météorologique la plus proche, située sur la commune de Nexon à 7,92 km à vol d'oiseau, est de 11,9 °C et le cumul annuel moyen de précipitations est de 1 011,0 mm,. Pour l'avenir, les paramètres climatiques de la commune estimés pour 2050 selon différents scénarios d’émission de gaz à effet de serre sont consultables sur un site dédié publié par Météo-France en novembre 2022.

## Urbanisme

### Typologie
Au 1er janvier 2024, Flavignac est catégorisée commune rurale à habitat dispersé, selon la nouvelle grille communale de densité à sept niveaux définie par l'Insee en 2022.
Elle est située hors unité urbaine. Par ailleurs la commune fait partie de l'aire d'attraction de Limoges, dont elle est une commune de la couronne,. Cette aire, qui regroupe 127 communes, est catégorisée dans les aires de 200 000 à moins de 700 000 habitants,.

### Occupation des sols
L'occupation des sols de la commune, telle qu'elle ressort de la base de données européenne d’occupation biophysique des sols Corine Land Cover (CLC), est marquée par l'importance des territoires agricoles (93,9 % en 2018), une proportion sensiblement équivalente à celle de 1990 (94,4 %). La répartition détaillée en 2018 est la suivante : 
zones agricoles hétérogènes (49,3 %), prairies (43,3 %), forêts (3,7 %), zones urbanisées (2,3 %), terres arables (1,4 %). L'évolution de l’occupation des sols de la commune et de ses infrastructures peut être observée sur les différentes représentations cartographiques du territoire : la carte de Cassini (XVIIIe siècle), la carte d'état-major (1820-1866) et les cartes ou photos aériennes de l'IGN pour la période actuelle (1950 à aujourd'hui).

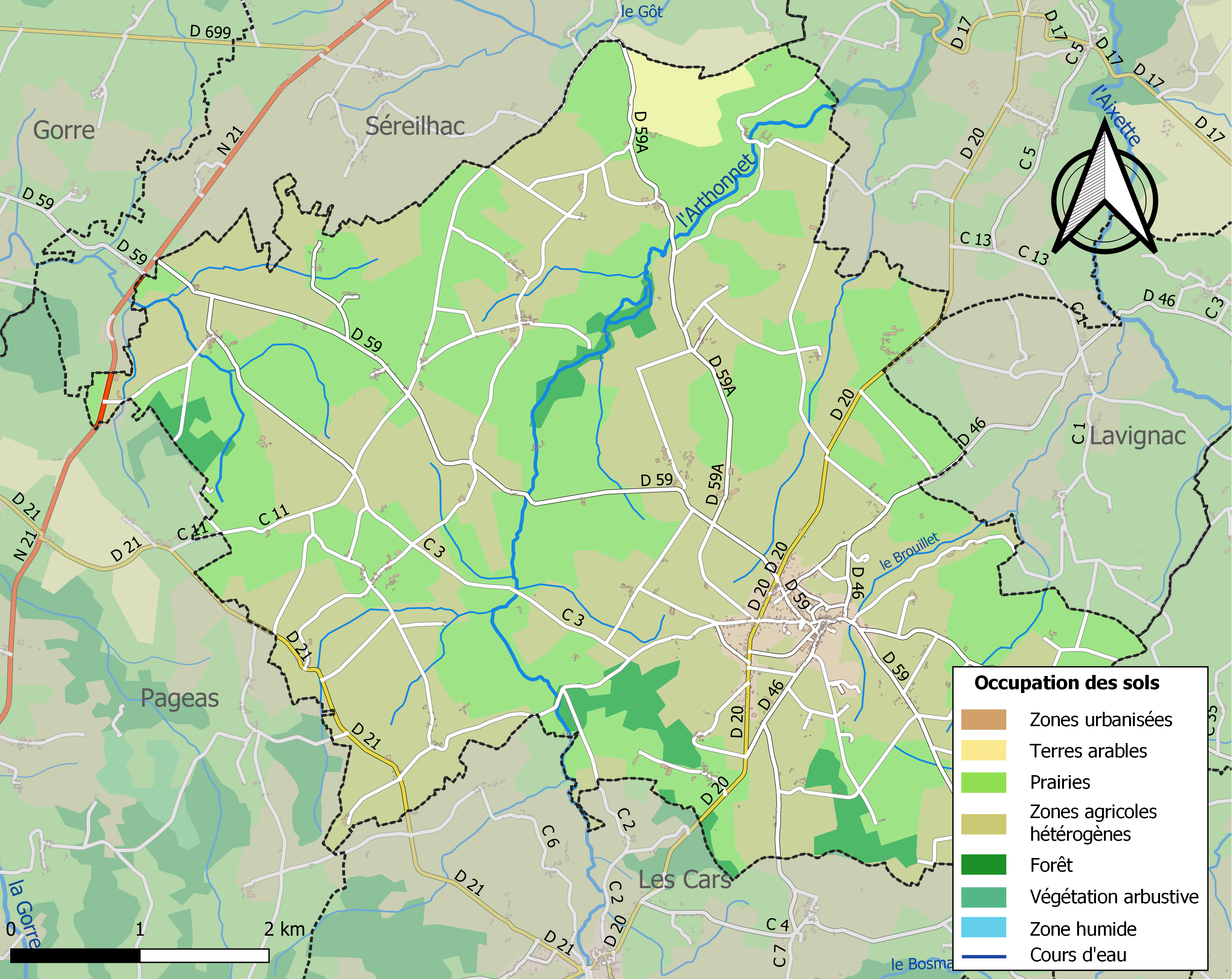
Carte des infrastructures et de l'occupation des sols de la commune en 2018 (CLC).

### Risques majeurs
Le territoire de la commune de Flavignac est vulnérable à différents aléas naturels : météorologiques (tempête, orage, neige, grand froid, canicule ou sécheresse) et séisme (sismicité faible). Il est également exposé à un risque particulier : le risque de radon. Un site publié par le BRGM permet d'évaluer simplement et rapidement les risques d'un bien localisé soit par son adresse soit par le numéro de sa parcelle.

#### Risques naturels

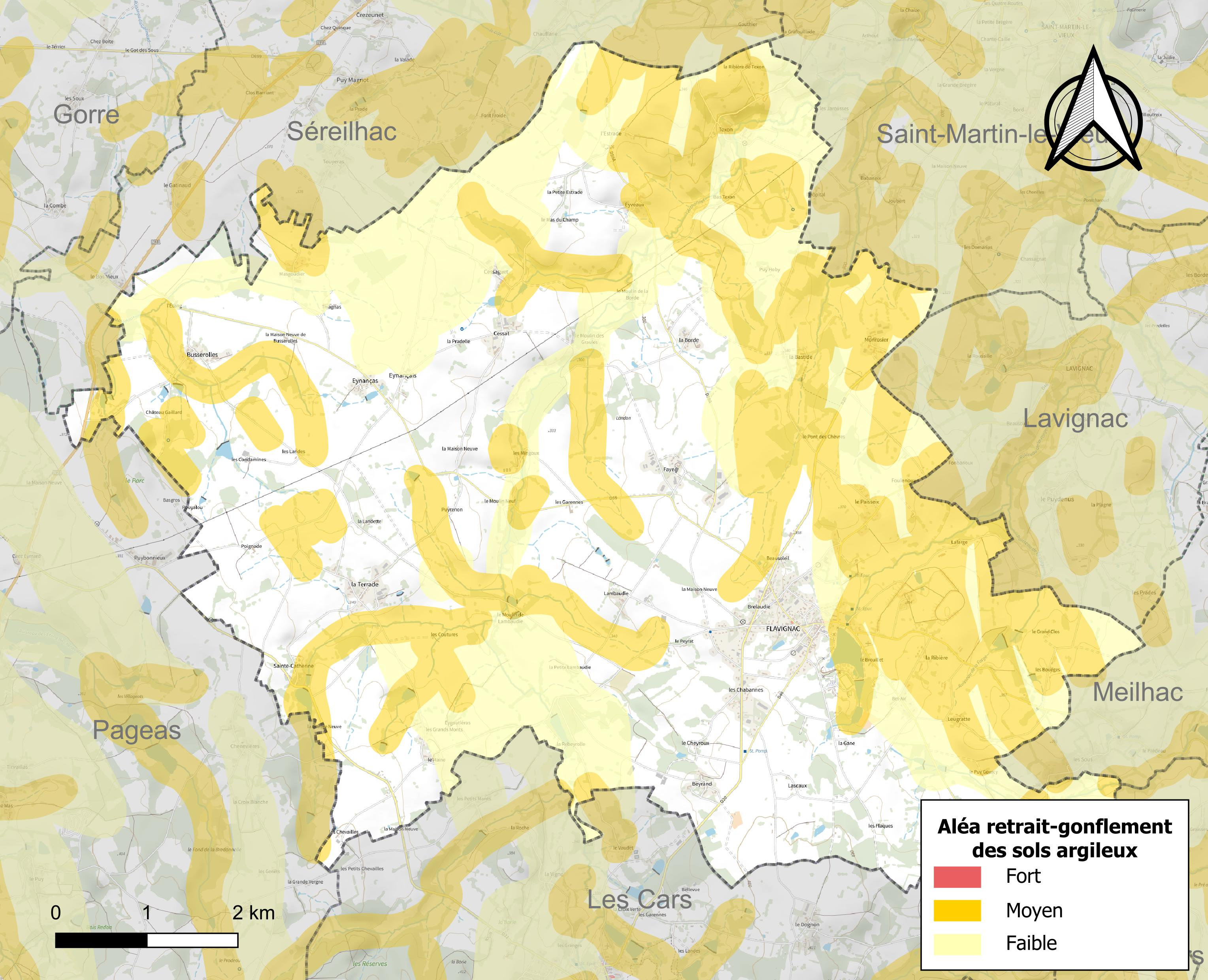
Carte des zones d'aléa retrait-gonflement des sols argileux de Flavignac.

Le retrait-gonflement des sols argileux est susceptible d'engendrer des dommages importants aux bâtiments en cas d’alternance de périodes de sécheresse et de pluie. 35,3 % de la superficie communale est en aléa moyen ou fort (27 % au niveau départemental et 48,5 % au niveau national métropolitain). Depuis le 1er octobre 2020, en application de la loi ÉLAN, différentes contraintes s'imposent aux vendeurs, maîtres d'ouvrages ou constructeurs de biens situés dans une zone classée en aléa moyen ou fort,.
La commune a été reconnue en état de catastrophe naturelle au titre des dommages causés par les inondations et coulées de boue survenues en 1982, 1988 et 1999 et par des mouvements de terrain en 1999.

#### Risque particulier
Dans plusieurs parties du territoire national, le radon, accumulé dans certains logements ou autres locaux, peut constituer une source significative d’exposition de la population aux rayonnements ionisants. Selon la classification de 2018, la commune de Flavignac est classée en zone 3, à savoir zone à potentiel radon significatif.

## Toponymie

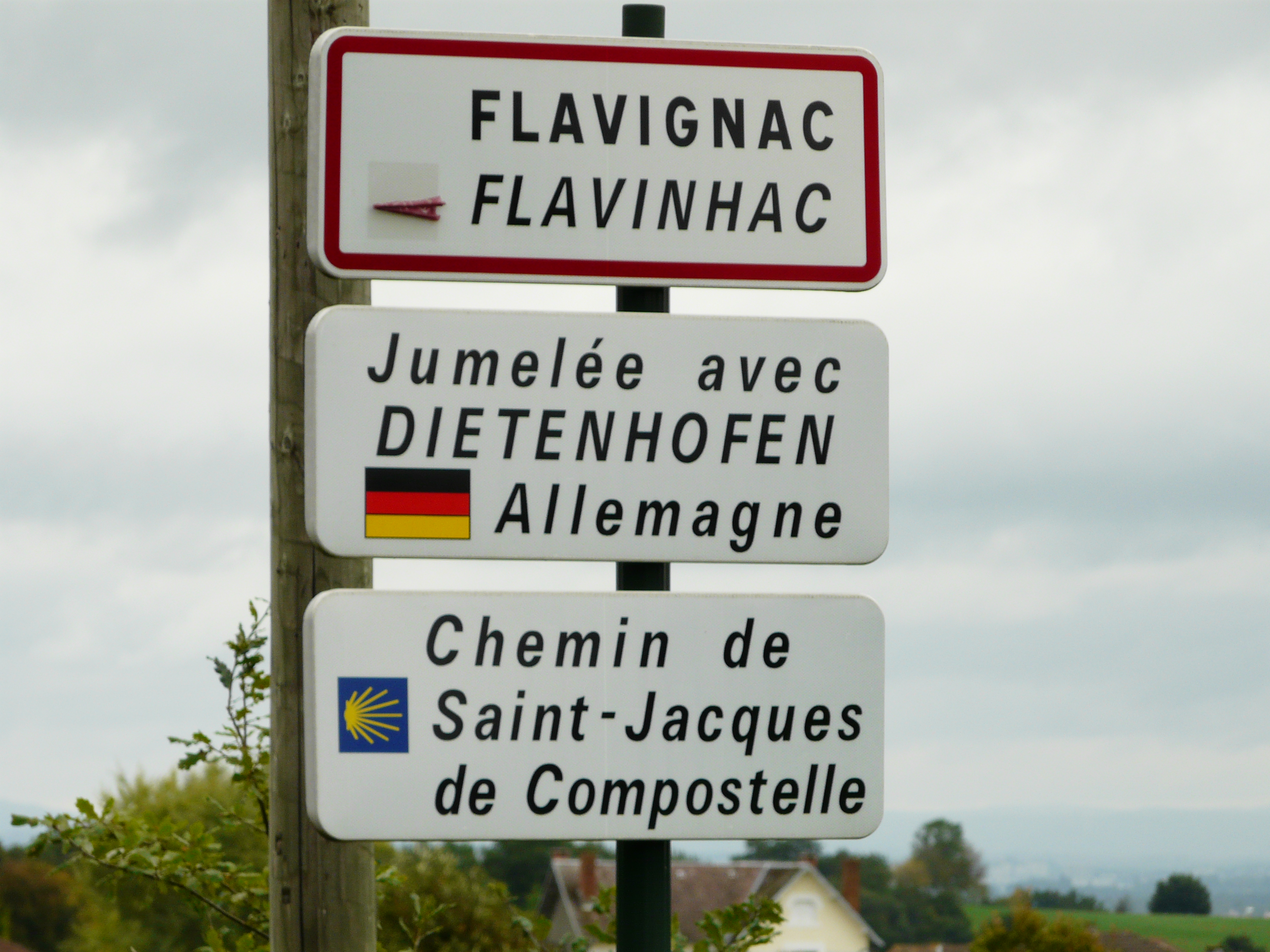
Panneau en français et occitan.

En occitan, le nom de la commune est Flavinhac.

## Histoire
Flavignac doit son nom et probablement son origine à une villa rurale gallo-romaine appartenant à un gallo-romain portant le gentilice Flavinius (Flavinius + -acum → Flavinhacum). Des vestiges en ont été retrouvés en 1978 lors de l'aménagement de l'actuelle salle des fêtes. Avant l'époque carolingienne, une église installée sur le domaine, a donné naissance à une nouvelle paroisse par partition de la très ancienne paroisse Saint-Jean Baptiste de Nexon. Autrefois consacrée à saint Martial, premier évêque du diocèse, l'église associe désormais, et ce, sans doute, depuis sa reconstruction du XVe siècle, la Vierge aux cultes secondaires de Martial et Jean-Baptiste.
En 855, puis en 954, Flavignac est attesté comme le site éponyme d'une vicaria, vaste circonscription administrative, confiée à un fonctionnaire, le vicarius, représentant du comte.
Après le Xe siècle, le lieu paraît perdre de son importance et devient un simple chef-lieu de paroisse. Après l'an mille, le territoire correspondant à l'ancienne circonscription carolingienne est tenu, pour sa partie sud par les principes de Lastours alors que le Nord paraît sous la domination de la forteresse vicomtale d'Aixe-sur-Vienne. Une petite famille appelée de Flavignac est attestée dans l'entourage des Lastours dès le XIe siècle ; elle tient un repaire noble et fort face à l'église jusqu'à son extinction vers 1280, (son dernier représentant, le clerc Bozon de Flavignac, fit différents legs à son abbaye, Solignac, et à la paroisse de Flavignac). Le bourg semble marquer la limite septentrionale du fief des Lastours. À partir de la fin du XIIIe siècle, l'héritage des Flavignac est récupéré par une branche cadette de la famille de Lur, encore attestée au XIVe siècle sous le nom de Lur de Flavignac. C'est à la fin du XIIIe siècle et au XIVe siècle que se développe sur la paroisse une nouvelle seigneurie près d'un prieuré de l'abbaye Saint-Martial de Limoges, fondé dans la fin du XIe siècle : Les Cars. D'abord aux mains de la famille de Barry, le fief des Cars est bientôt détenu par une très vieille famille de chevaliers, proches des vicomtes de Limoges et attestés depuis longtemps à la forteresse de Ségur-le-Château, les Pérusse.
Les Pérusse des Cars vont rapidement devenir une des plus puissantes familles du Périgord Limousin. Le seigneur des Cars partageait avec le curé de Flavignac les dîmes de la paroisse de Flavignac et de son annexe des Cars.
À partir du XVe siècle, une nouvelle famille prend de l'importance : les Loménie. Ces propriétaires fonciers qui trouvent leur origine dans un petit tènement appelé en 1254 "de Lolmeno", "de l'orme" ont profité des liens très étroits entretenus par les membres de la famille avec le prieuré Saint-André de Faye, dépendant de l'abbaye de Solignac et situé à un kilomètre au nord du bourg. Au fur et à mesure de leur ascension sociale et politique, les Loménie s'opposeront de façon plus ou moins directe aux Pérusse des Cars.
Après la Révolution, l'ancienne paroisse annexe des Cars devient une commune indépendante. À la suite de longues procédures, l'ancienne paroisse et commune de Texon, rattachée dans un premier temps à la commune de Lavignac, est définitivement fondue à celle de Flavignac en 1829.

### Les Hospitaliers
Au Busseroles était une seigneurie de l'ordre de Saint-Jean de Jérusalem rattachée à la commanderie de Limoges et au membre de Puybonnieux. La Rebeyrolle est un étang et un moulin qui appartenaient autrefois aux Hospitaliers du même ordre à Puybonnieux (commune de Pageas). La chapelle de Sainte-Catherine dépendait aussi d'eux ainsi que du curé de Flavignac. Elle a cependant disparu dans le courant du XIXe siècle. Enfin, Vidalie est un ancien village aujourd'hui aggloméré au bourg et doit probablement son nom à la famille Vital ou Vidal attestée dans ce secteur de l'ordre de Saint-Jean de Jérusalem au XIIIe siècle.

## Politique et administration

### Administration municipale
Le dimanche 24 janvier 1790, les habitants de Flavignac (les hommes seulement) se réunissent dans l'église pour constituer la première municipalité. À l'issue des opérations, rendues longues et difficiles par le fait que peu de personnes savent lire et écrire, Jacques Defaye est élu en tant que premier maire de Flavignac ; mais, appelé à d'autres fonctions, il cède sa place à Jean Boury, lui-même remplacé dès 1792 par François de Beyrand puis Martial Beyrand et enfin par Chazelat.
À partir du début de l'Empire, les maires sont nommés, et non plus élus. Dès la fin de l'Empire, les maires se succèdent au gré des changements de régime. En 1815, lors des Cent-Jours, le maire Lapisse est remplacé en mai par l'ancien chirurgien major des armées napoléoniennes Jean-Baptiste Lelong qui ne conserve pas ses fonctions au-delà du mois de juillet. L'ancien maire Lapisse retrouve son poste et, Restauration oblige, ne tarde pas à signer les actes de Lapisse. En 1830, Charles X est destitué, Louis-Philippe devient roi des Français : ces faits paraissent bien lointains aux habitants de Flavignac qui essaient tout de même de suivre avec prudence les évènements parisiens en désignant "un maire et un adjoint provisoires". En août, le préfet entérine le choix des habitants ; le maire et l'adjoint sont cependant démis de leurs fonctions deux ans plus tard. Le préfet nomme alors Pierre Boury, un avocat éclairé qui aura une action particulièrement novatrice dans les domaines de l'hygiène publique, de l'éducation et de la défense des intérêts de la commune. Il fait d'ailleurs voter par le Conseil l'achat de livres pour poser les premières bases d'une bibliothèque publique : il désigne même des personnes pour faire la lecture aux gens qui ne savent pas lire. Nommé à nouveau en 1834, il refuse d'exercer ses fonctions malgré l'insistance du sous-préfet. Il s'ensuit une période assez curieuse : Pierre Doudet, son adjoint, fait fonction de maire pendant de nombreux mois, puis lassé et malade, finit par démissionner en juillet 1839. La famille Puyramant de Lapisse retrouve alors la mairie jusqu'au rétablissement de la République et du suffrage universel en 1848. Le nouveau maire, Jean-François de Labrouhe de Laborderie, démissionne, pour la deuxième fois de sa carrière, lorsque Louis-Napoléon Bonaparte devient Napoléon III en 1852. Flavignac ne connaît alors qu'un seul maire durant tout le Second Empire, Pierre-Léon Desbordes-Desroche, nommé en 1852, mais finalement démis en 1870. Durant le Second Empire, la municipalité se préoccupe surtout des voies de communication avec la construction ou l'aménagement de nombreuses routes.
Dans les années suivantes, les changements sont alors à nouveau plus fréquents. Un nouveau conseil est installé le 4 septembre 1870 : le préfet choisit le nouveau maire en son sein, Charles Audoin. Cependant, deux mois plus tard, le conseil, ayant refusé d'obtempérer aux ordres du préfet et de voter un impôt extraordinaire au profit de la Garde nationale, est dissous par le représentant de l'État qui nomme une commission municipale. Deux jours plus tard la commission plus docile vote l'impôt demandé. Au printemps 1871, le maire Audoin est remplacé par son adjoint faisant fonction de maire. Un nouveau conseil est alors élu avec à sa tête un jeune maire Amédée Vignéras, grand propriétaire terrien, originaire de Lavignac, réélu par la suite à plusieurs reprises. À partir de 1888, ce sont d'autres grands propriétaires terriens, les Labrouhe de Laborderie, qui tiennent la mairie jusqu'en 1921, si l'on excepte le bref intermède de 1892-1896. La fin du XIXe siècle est marquée par un fort développement démographique et économique et une profonde transformation du bourg : les foires sont très actives et nécessitent la construction d'un champ de foire à proximité du bourg. C'est autour de ce nouvel espace assez vaste, aéré et facile d'accès que, progressivement, va s'organiser le bourg dans la première moitié du XXe siècle. En 1927, par exemple, le bureau de poste est construit par la commune en bordure de la place.
Avec la mort en 1921 de René de Labrouhe de Laborderie, une page se tourne. L'ère des grands propriétaires fonciers se termine. La guerre de 1914-1918 a bouleversé l'économie des campagnes. Le conseil municipal apparaît moins comme l'émanation d'une classe particulière. Désormais, tous les maires ont un véritable métier et depuis la fin du XIXe siècle, les électeurs ont régulièrement à choisir entre plusieurs listes de candidats.
Plus jeune maire élu de Flavignac, René Buisson bat, le jour anniversaire de ses 28 ans, François Lamberty, qui avait lui-même battu le pharmacien Louis Faucher aux élections de 1929. Cependant, René Buisson, mobilisé dès le début de la guerre en septembre 1939 et fait prisonnier de guerre en juin 1941, n'exerce pas son mandat très longtemps. Dès juillet 1941, le premier adjoint, Louis Pantaléon fait fonction de maire. Ce dernier, démis d'office deux ans plus tard par le préfet, représentant le Gouvernement de Vichy, est remplacé par un conseiller choisi par cette même administration : Léon Pierre Sazerat reste en place, semble-t-il, jusqu'au début de l'été 1944. Vers la mi-juin, il informe le préfet, qu'ayant reçu des ordres précis et pressants de la Résistance, il ne peut plus répondre favorablement aux ordres et réquisitions de la préfecture. En fait dès ce moment-là, la plupart des communes situées à plus d'une quinzaine de kilomètres de Limoges ne sont plus sous le contrôle de l'administration préfectorale. Faute de documentation précise, il n'est pas possible d'établir la chronologie exacte de la transmission des pouvoirs municipaux entre fin juin et début septembre 1944, moment où Marcel Teyssier, chef d'un groupe de résistants local, occupe la mairie. Le 21 septembre, le nouveau préfet, mis en place par le comité de Libération, nomme une délégation municipale avec Marcel Teyssier comme maire. Quelques jours plus tard, deux adjoints, dont Louis Pantaléon, sont à leur tout désignés. Aux élections de 1945, Marcel Teyssier, de sensibilité communiste, est élu maire. Après l'intermède du conflit, la SFIO retrouve peu à peu ses positions : François Lamberty, simple conseiller entre 1936 et 1947, redevient maire en 1947 et ce jusqu'en 1965. La commune entame alors une période de modernisation avec le transfert de la mairie pour permettre l'agrandissement de l'école, avec la construction des réseaux d'eau potable qui dure jusqu'au début des années 1970 et aussi avec un remembrement foncier radical, commencé vers 1960 et achevé vers 1970, qui bouleverse les exploitations agricoles et laissera des traces dans de nombreux esprits pendant des décennies.
En 1971, la commune connaît un nouveau tournant avec la victoire de Gaston Vergnaud qui bat le petit-fils de François Lamberty, René, devenu maire à la suite du décès en cours de mandat de Jean-Louis Carreau. Gaston Vergnaud, qui se réclame du gaullisme, poursuit une dynamique politique de modernisation (assainissement, modernisation de l'école, brutale transformation du champ de foire, construction de l'étang Saint-Fortunat et de ses équipements touristiques et sportifs, lotissements, foyer des jeunes, salle des fêtes, zone d'activités...) ; il bénéficie pour cela de soutiens politiques et financiers importants de la part du pouvoir en place à Paris qui cherche alors à implanter et conforter des élus de droite dans les terres limousines et périgourdines, traditionnellement de gauche. En 1989, Gaston Vergnaud se retire en soutenant Marcel Darthout qui ne fait qu'un seul mandat, sa liste étant battue aux élections de juin 1995. En effet, en 1995, une liste groupant diverses personnalités de gauche et de droite, y compris d'anciens colistiers de M. Darthout, est conduite par Jean François Boyer. Le nouveau et jeune maire s'emploie à redresser la situation financière de la commune, à restructurer les services municipaux et surtout à mettre à niveau les bâtiments communaux vieillissants (groupe scolaire, salle des fêtes, bureau de poste, églises, bâtiments de l'étang Saint-Fortunat, etc.). Parallèlement, pour encourager le développement économique, démographique et social de la commune, de nouveaux équipements sont créés (ateliers municipaux, assainissement, restaurant scolaire, centre de loisirs, halte-garderie, bibliothèque, aménagements de places et espaces verts, effacements de réseaux, etc.). En 2001, la liste qu'il conduit est entièrement élue dès le premier tour, ce qui est tout à fait exceptionnel dans une commune où se présentent toujours deux listes ou plus depuis la fin du XIXe siècle. Il annonce fin 2007 qu'il ne briguera pas un nouveau mandat lors des élections de 2008. En mars 2008, Claudine Pradier devient la première femme maire de Flavignac.
| Période                                  | Période           | Identité                                | Étiquette | Qualité |
| ---------------------------------------- | ----------------- | --------------------------------------- | --------- | --- |
| Les données manquantes sont à compléter. |                   |                                         |           | |
| janvier 1790                             | septembre 1790    | Jacques Defaye                          |           | Maire le 27 janvier 1790 mais nommé le 3 septembre 1790 administrateur du district de Saint-Yriex, il démissionne le 12 septembre 1790                                                 |
| 12 septembre 1790                        | 12 septembre 1790 | Jean Boury                              |           | élu par 35 voix sur 59 votants, sa fonction de procureur-syndic acceptée avant le vote le 27 janvier 1790, n'était pas compatible avec la fonction de maire. Il y eut un nouveau vote. |
| 12 septembre 1790                        | décembre 1792     | François de Beyrand                     |           | élu avec 50 voix sur 59 votants |
| décembre 1792                            |                   | Martial Beyrand                         |           | |
| mai 1800                                 | décembre 1807     | Mathurin Boury                          |           | |
| décembre 1807                            | mai 1815          | Pierre Puyramant de Lapisse             |           | |
| mai 1815                                 | juillet 1815      | Jean-Baptiste Lelong                    |           | |
| juillet 1815                             | juillet 1821      | Pierre Puyramant de Lapisse             |           | |
| août 1821                                | août 1830         | Jean-François de Labrouhe de Laborderie |           | démissionne début août 1830 |
| août 1830                                | début 1832        | Jean-Baptiste Lelong                    |           | proclamé maire par les habitants en août 1830, nommé par le préfet en septembre 1830, démis début 1832                                                                                 |
| juin 1832                                | octobre 1837      | Pierre Boury                            |           | refuse sa nomination en octobre 1837 |
| octobre 1837                             | juillet 1839      | Pierre Doudet                           |           | adjoint faisant fonction de maire, démissionne en juillet 1839 |
| septembre 1846                           | septembre 1848    | Pierre Henri Puyramant de Lapisse       |           | |
| septembre 1848                           | octobre 1852      | Jean-François de Labrouhe de Laborderie |           | démissionnaire en octobre 1852 |
| novembre 1852                            | septembre 1870    | Pierre Léon Desbordes-Desroches         |           | révoqué en septembre 1870 |
| septembre 1870                           | novembre 1870     | Charles Audoin                          |           | démis en novembre 1870, commission municipale nommée par le Préfet |
| avril 1871                               | mai 1871          | Pierre Buisson                          |           | adjoint faisant fonction de maire |
| mai 1871                                 | mai 1888          | Amédée Vignéras                         |           | |
| mai 1888                                 | mai 1892          | Cyprien de Labrouhe de Laborderie       |           | |
| mai 1892                                 | mai 1896          | Léonard Buisson                         |           | |
| mai 1896                                 | avril 1905        | Francis de Labrouhe de Laborderie       |           | |

| Période                                  | Période               | Identité                       | Étiquette     | Qualité                                                  |
| ---------------------------------------- | --------------------- | ------------------------------ | ------------- | -------------------------------------------------------- |
| Les données manquantes sont à compléter. |                       |                                |               |                                                          |
| mai 1905                                 | mars 1921             | René de Labrouhe de Laborderie |               |                                                          |
| mars 1921                                | mai 1929              | Louis Faucher                  |               | Pharmacien                                               |
| mai 1929                                 | mai 1935              | François Lamberty              |               | Agriculteur                                              |
| mai 1935                                 | juin 1941             | René Buisson                   |               | Prisonnier de guerre à partir de juin 1941, commerçant   |
| juillet 1941                             | démis en juillet 1943 | Louis Pantaléon                |               | Adjoint délégué faisant fonction de maire                |
| août 1943                                | été 1944              | Léon Sazerat                   |               | Conseiller délégué faisant fonction de maire, commerçant |
| septembre 1944                           | mai 1945              | Marcel Teyssier                |               | Chef d'un groupe de résistants de Flavignac              |
| mai 1945                                 | octobre 1947          | Marcel Teyssier                |               | Scieur                                                   |
| octobre 1947                             | mars 1965             | François Lamberty              |               | Agriculteur                                              |
| mars 1965                                | septembre 1970        | Jean-Louis Carreau             |               | Menuisier                                                |
| octobre 1970                             | mars 1971             | René Lamberty                  | PS            | Agriculteur                                              |
| mars 1971                                | mars 1989             | Gaston Vergnaud                | UDR, puis RPR | Commerçant                                               |
| mars 1989                                | juin 1995             | Marcel Darthout                | SE puis RPR   | Employé France Télécom                                   |
| juin 1995                                | mars 2008             | Jean François Boyer            |               | Pharmacien                                               |
| mars 2008                                | mars 2014             | Claudine Pradier               | PS            | Agricultrice                                             |
| mars 2014                                | En cours              | Christian Desroche             | PS            |                                                          |

## Équipements communaux
- Mairie
- École publique : l'enseignement primaire fait l'objet d'un regroupement pédagogique intercommunal (RPI) entre les communes de Flavignac, Lavignac et Les Cars, sur deux sites (Flavignac et Les Cars)

- Restaurant scolaire
- Centre de loisirs
- Bibliothèque
- Salle des Fêtes
- Maison des associations
- Foyer des jeunes

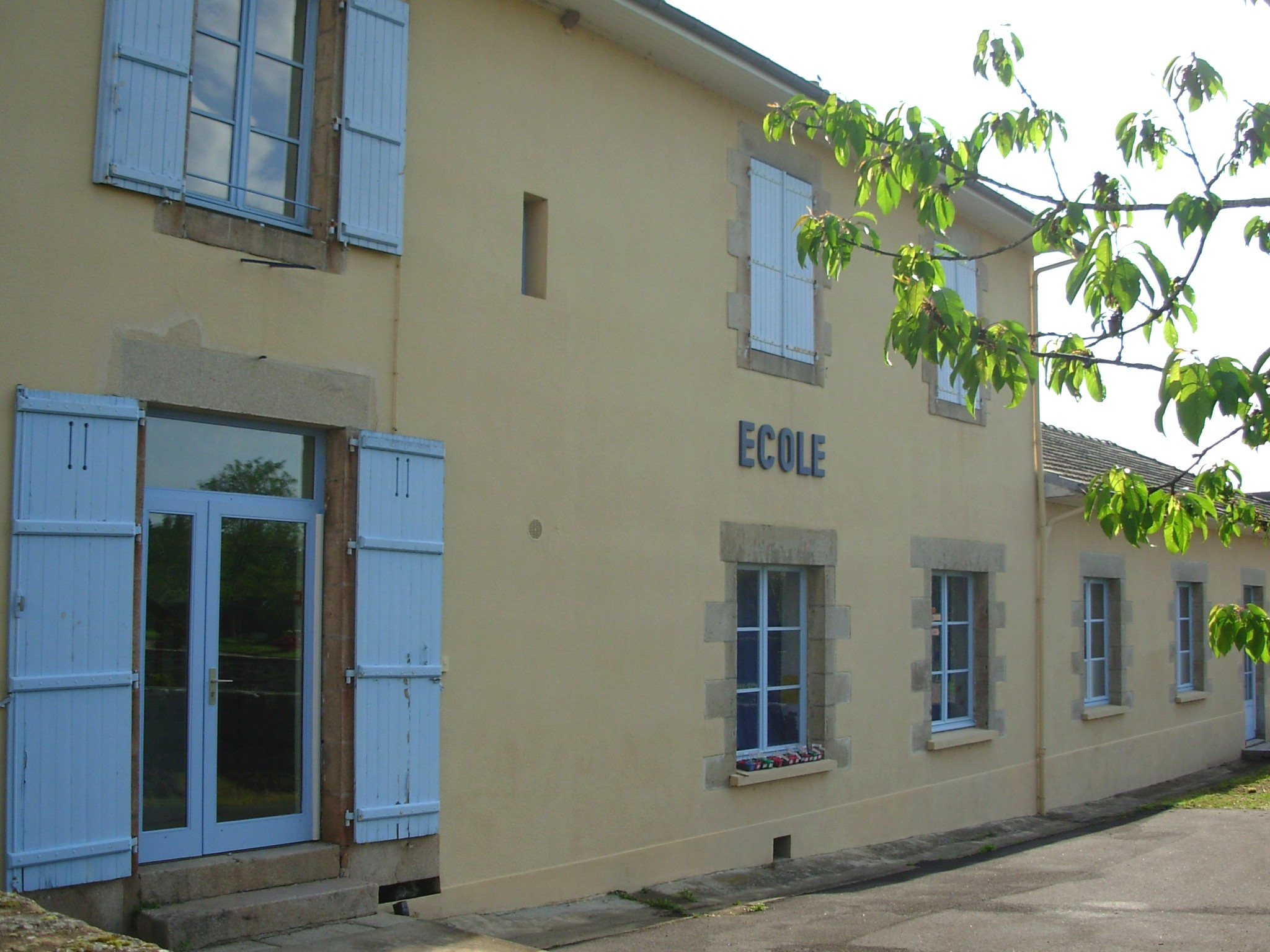
Flavignac, école.

- Installations sportives : stades, tennis
- Étang Saint-Fortunat : plage, aire de jeux
- Camping
- Ateliers municipaux du Cavaillier

## Commerces, services, activités

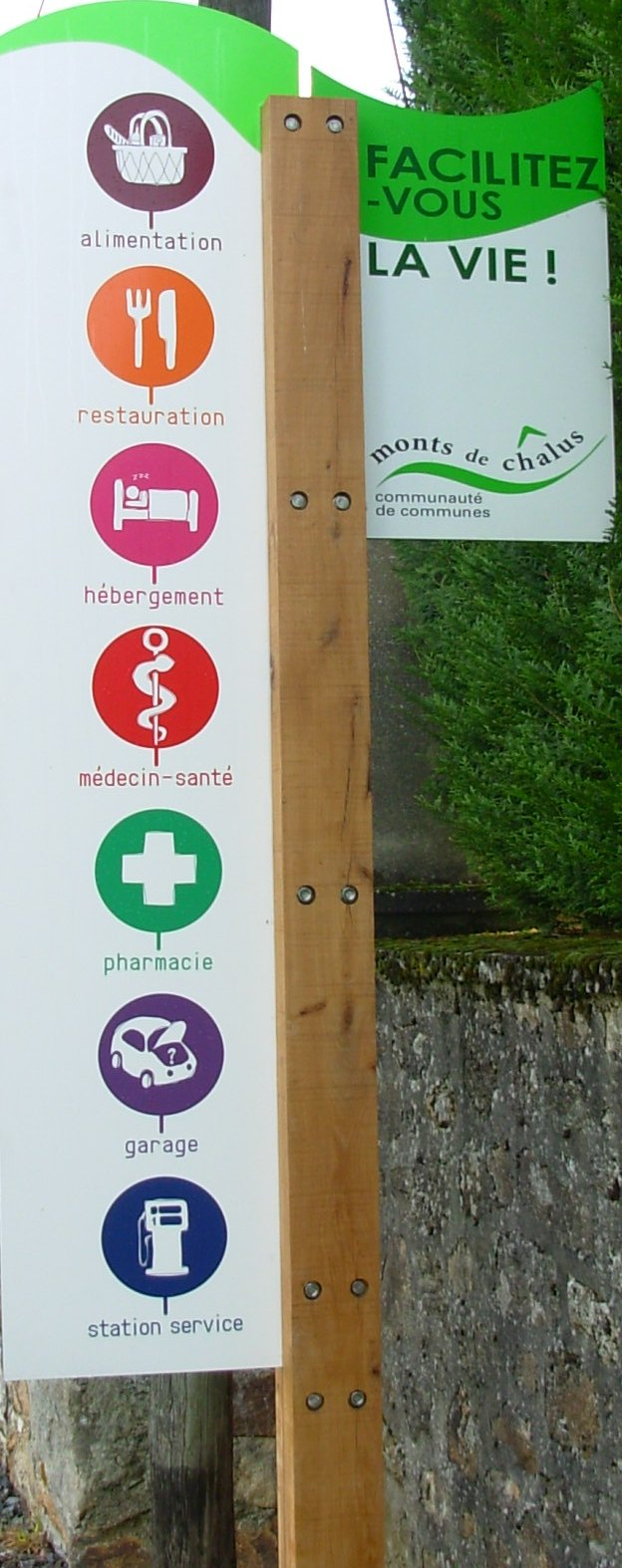
Flavignac, commerces et services.

La commune est dotée des commerces et services de proximité essentiels. Certains établissements ont bénéficié de réfection complète (La Poste) voire de réimplantation dans des locaux plus vastes et mieux adaptés (pharmacie). À l'initiative des médecins, depuis les années 1990, plusieurs professionnels de santé sont regroupés au sein du cabinet médical (devenu depuis la Maison de Santé Pluridisciplinaire Ambroise-Paré). Cette structure qui comprend deux médecins, quatre infirmiers, deux masseurs kinésithérapeutes, etc., a largement anticipé en Limousin et en Haute-Vienne, et a fortiori dans le secteur de Châlus (87230), le concept de Maison médicale tout à fait d'actualité aujourd'hui.
- commerces
  - boulangerie
  - droguerie, jardinage
  - tabacs presse café restaurant
  - cafés
  - miels et produits dérivés
  - meubles
  - produits du sols
- services
  - la Poste
  - coiffeurs
  - garages
  - carburants
  - taxi
- services de santé
  - Maison de santé
  - médecins
  - infirmiers
  - kinésithérapeutes
  - psychologue
  - pharmacie
- métiers du bâtiment
  - maçons
  - travaux publics
  - peinture
  - électricité
  - menuiserie
  - ébénisterie
- activités liées à l'agriculture
  - fermes d'élevages bovins et ovins
  - haras
  - apiculture
  - maraîcher
  - travaux agricoles
  - produits du sol
  - entretien parcs et jardins
- autres activités
  - bijoux création fantaisie
  - chambres d'hôtes
  - brocante
  - cours de musique
  - atelier de spectacles
  - fabrication de mobilier cafés restaurants

## Démographie
L'évolution du nombre d'habitants est connue à travers les recensements de la population effectués dans la commune depuis 1793. Pour les communes de moins de 10 000 habitants, une enquête de recensement portant sur toute la population est réalisée tous les cinq ans, les populations de référence des années intermédiaires étant quant à elles estimées par interpolation ou extrapolation. Pour la commune, le premier recensement exhaustif entrant dans le cadre du nouveau dispositif a été réalisé en 2006.

En 2022, la commune comptait 1 060 habitants, en évolution de +0,57 % par rapport à 2016 (Haute-Vienne : −0,68 %, France hors Mayotte : +2,11 %).
| 1793  | 1800  | 1806  | 1821  | 1831  | 1836  | 1841  | 1846  | 1851  |
| ----- | ----- | ----- | ----- | ----- | ----- | ----- | ----- | ----- |
| 1 202 | 1 115 | 1 127 | 1 321 | 1 528 | 1 436 | 1 497 | 1 584 | 1 408 |

| 1856  | 1861  | 1866  | 1872  | 1876  | 1881  | 1886  | 1891  | 1896  |
| ----- | ----- | ----- | ----- | ----- | ----- | ----- | ----- | ----- |
| 1 640 | 1 542 | 1 572 | 1 500 | 1 470 | 1 540 | 1 628 | 1 632 | 1 644 |

| 1901  | 1906  | 1911  | 1921  | 1926  | 1931  | 1936  | 1946  | 1954  |
| ----- | ----- | ----- | ----- | ----- | ----- | ----- | ----- | ----- |
| 1 634 | 1 602 | 1 532 | 1 370 | 1 280 | 1 235 | 1 247 | 1 196 | 1 200 |

| 1962  | 1968  | 1975 | 1982 | 1990 | 1999 | 2006 | 2011  | 2016  |
| ----- | ----- | ---- | ---- | ---- | ---- | ---- | ----- | ----- |
| 1 165 | 1 005 | 969  | 963  | 909  | 955  | 996  | 1 037 | 1 054 |

| 2021  | 2022  | - | - | - | - | - | - | - |
| ----- | ----- | - | - | - | - | - | - | - |
| 1 065 | 1 060 | - | - | - | - | - | - | - |

## Lieux et monuments

### Édifices inscrits parmi les  monuments historiques

#### Église de l'Assomption-de-la-Très-Sainte-Vierge

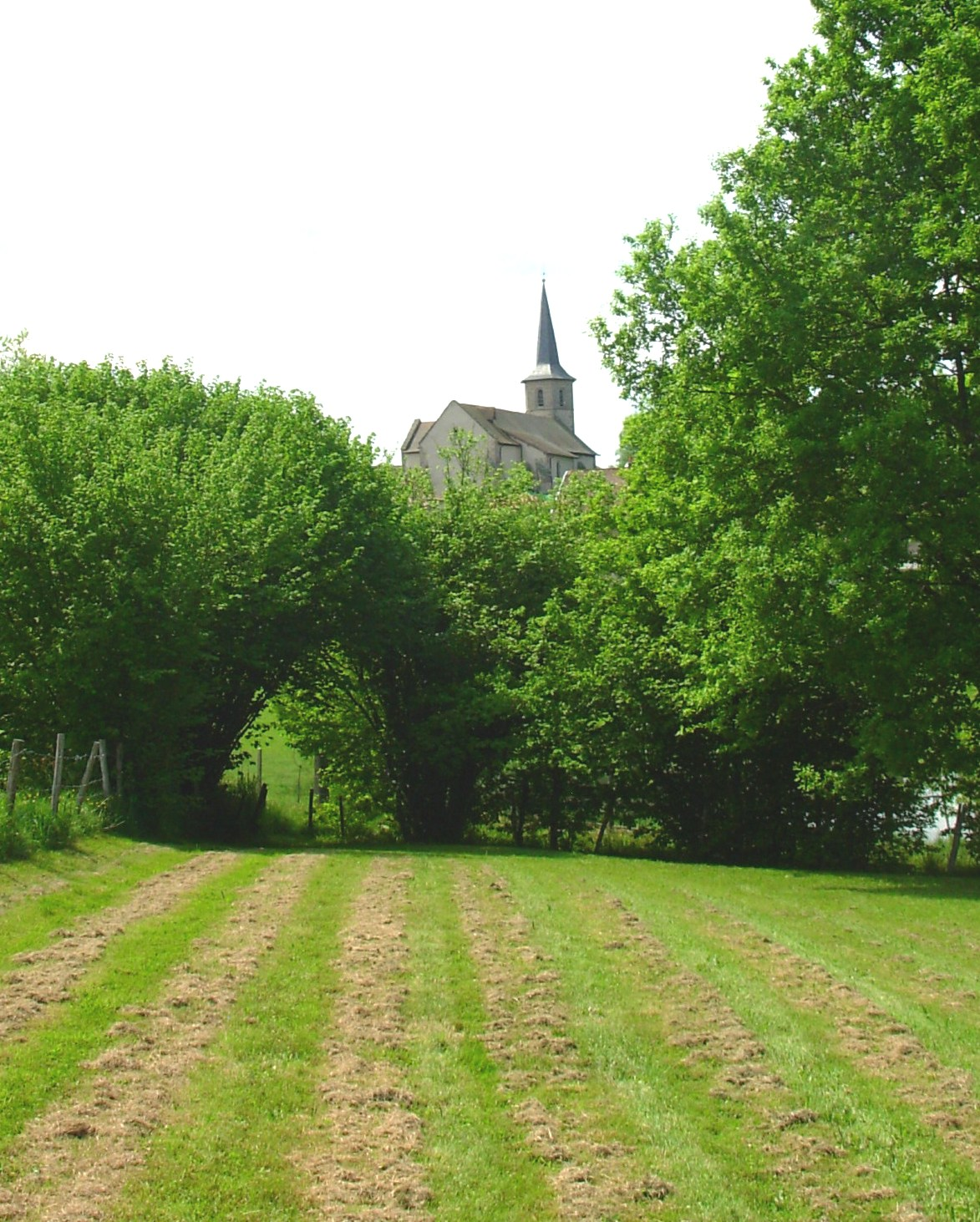
Église de Flavignac.

Église de l'Assomption-de-la-Très-Sainte-Vierge (XVe et XVIe siècles) : cette église existait déjà au IXe siècle. Jusqu'au XIIIe siècle, au moins, elle était placée sous le vocable de Saint-Martial ; à cette époque, l'édifice non voûté ne comportait sans doute que deux travées et un chœur en abside. Il n'en reste aujourd'hui qu'une partie du mur nord de la nef et les deux colonnes rondes engagées, situées avant le transept. Ces colonnes marquaient autrefois le départ du chœur. À partir du milieu du XVe siècle, l'édifice est complètement reconstruit et considérablement agrandi avec l'adjonction de la chapelle Notre-Dame-de-Pitié au sud, le remplacement de l'ancien chœur par un transept et un nouveau chevet, l'ajout à l'ouest d'une nouvelle travée. C'est probablement au XVIe siècle que fut construit contre le pignon ouest l'original clocher-tour hexagonal actuel. Enfin une sacristie fut ajoutée vers 1700 contre le mur nord du chevet. Le portail et la tour d'escalier paraissent dater vers 1500 ; ils participent avec l'ensemble de la façade sud à l'embellissement de la place dont la réorganisation commença dès le milieu du XVe siècle après le déplacement du cimetière qui occupait jusqu'alors l'essentiel de cet espace public. L'église abrite un intéressant mobilier (retables et autels des XVIIe et XVIIIe siècles, statues et tableaux des XVe-XVIIIe siècle…) dont un ensemble de reliquaires et objets liturgiques allant du XIIIe siècle au XXe siècle (plusieurs protégés au titre des monuments historiques) formant le trésor récemment installé dans le clocher. L'édifice a été inscrit au titre des monuments historiques en 1926.
L'église est normalement ouverte tous les jours de 10 h à 17 h.
Trésor de l'église de Flavignac : le noyau du trésor de l'église de Flavignac est formé par plusieurs reliquaires retrouvés par hasard dans un placard du chœur en 1949. Parmi ceux-ci se trouvaient la monstrance-reliquaire en forme de clocher en cuivre doré de la fin du XIIIe siècle, la monstrance-reliquaire en cuivre gravé du XVe siècle et les deux bras-reliquaires (XVe et XVIIIe siècles). La grande châsse de saint Fortunat abrite le crâne d'un martyr de Rome ; cette relique fut offerte à l'église à la fin du XVIIe siècle. Depuis une cinquantaine d'années, la commune de Meilhac a déposé la jolie châsse du martyre de sainte Valérie, provenant de l'église disparue de Saint-Martinet ; c'est l'une des trente-trois châsses émaillées de l'Œuvre de Limoges illustrant ce thème et connues dans le monde. Parmi les pièces offertes récemment à la commune, figure également une monstrance reliquaire de la Vraie Croix probablement d'origine italienne datant vers 1800. Différents objets ont été adjoints à ces reliquaires dont un ensemble important provenant de la petite église de Texon, rattachée à Flavignac au XIXe siècle. Ces éléments illustrent le mobilier liturgique d'une modeste église rurale à la fin de l'Ancien Régime. La très belle statue de saint Pierre (XVe siècle) provient de la même église.
Le trésor est visible aux heures d'ouverture de l'église.

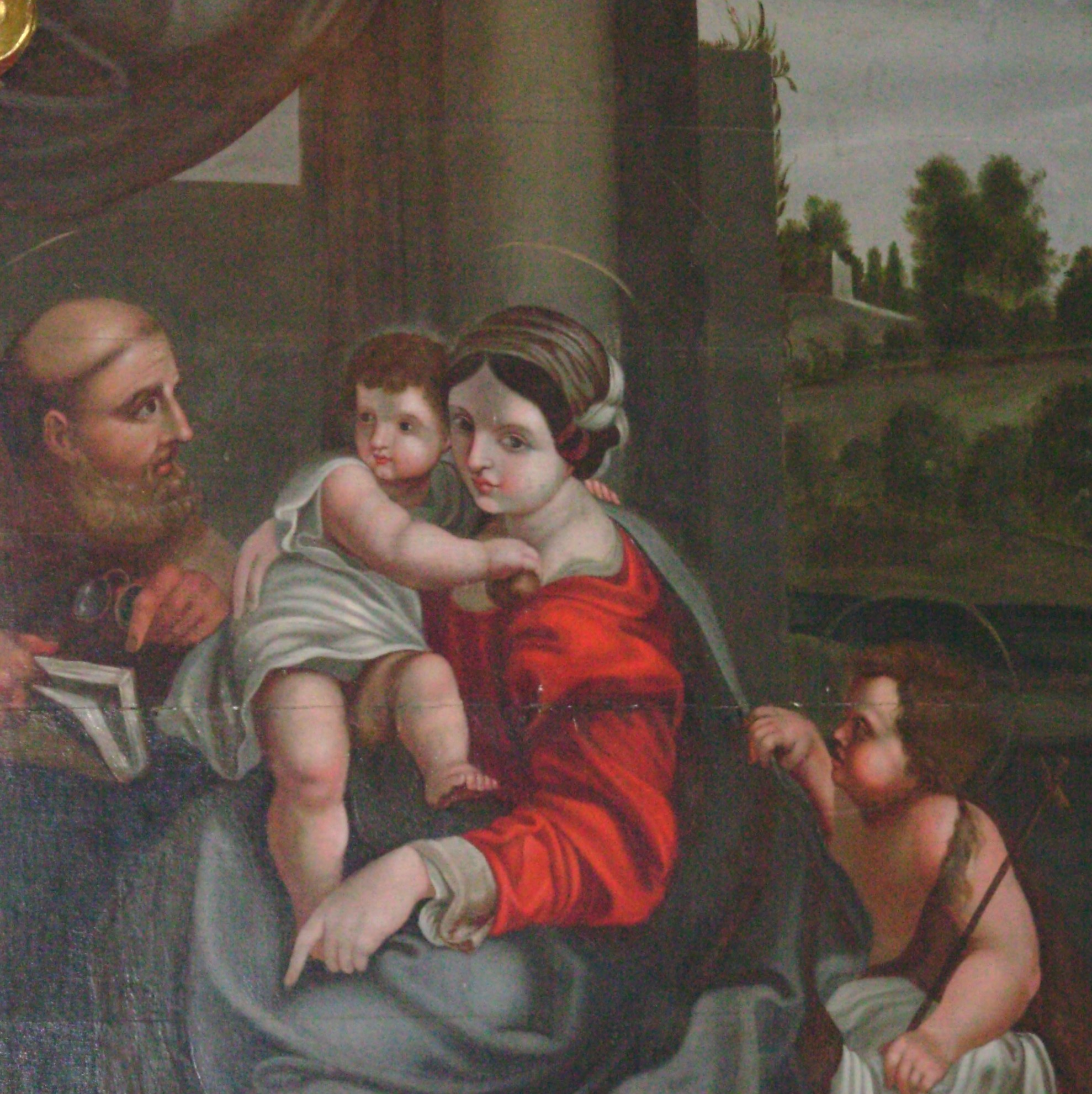
Église de Flavignac : tableau dit « La Sainte-Famille », Jérôme Granaud, Limoges, 1686 (détail).
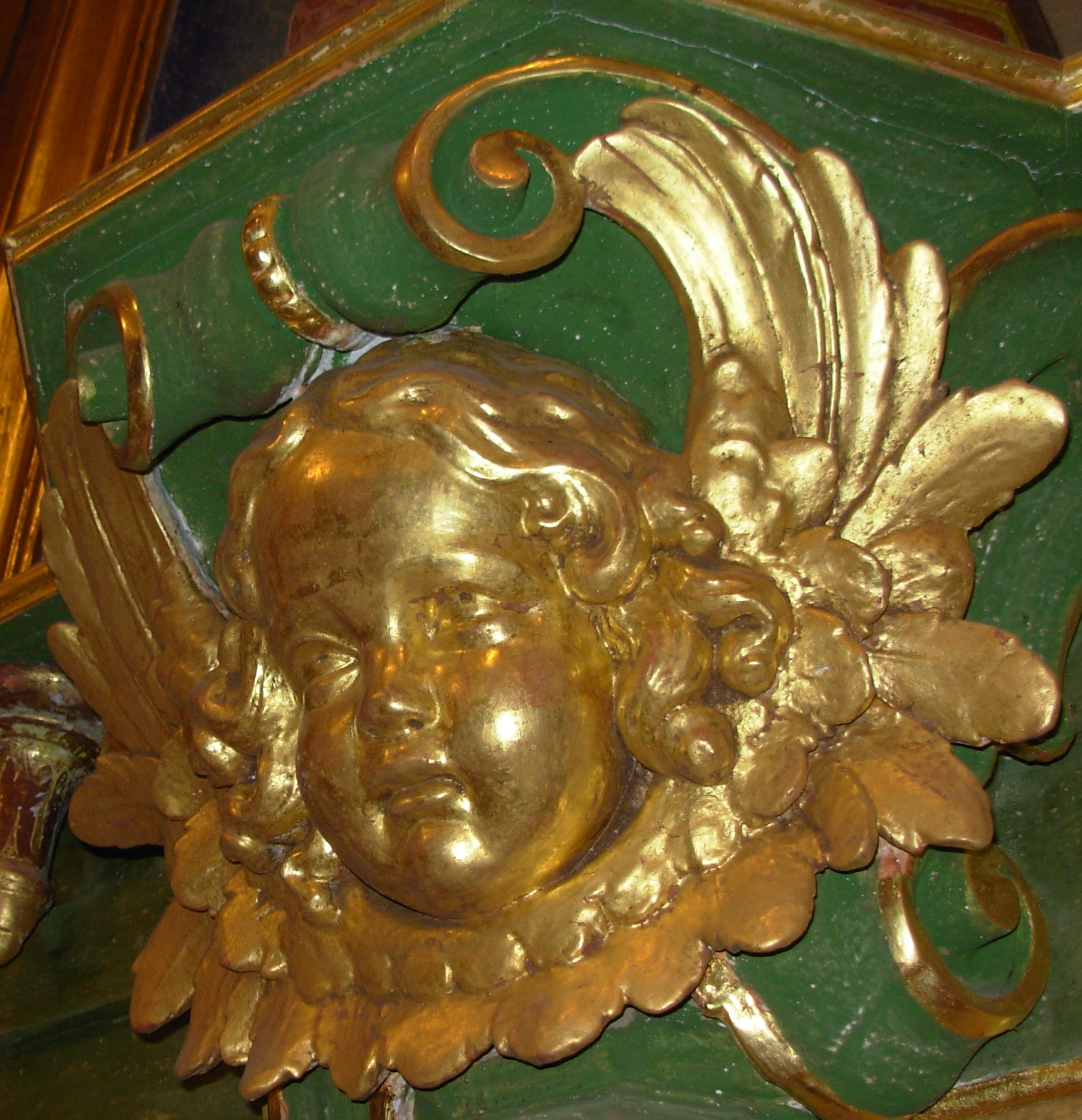
Église de Flavignac : retable XVIIIe siècle, angelot, bois doré.
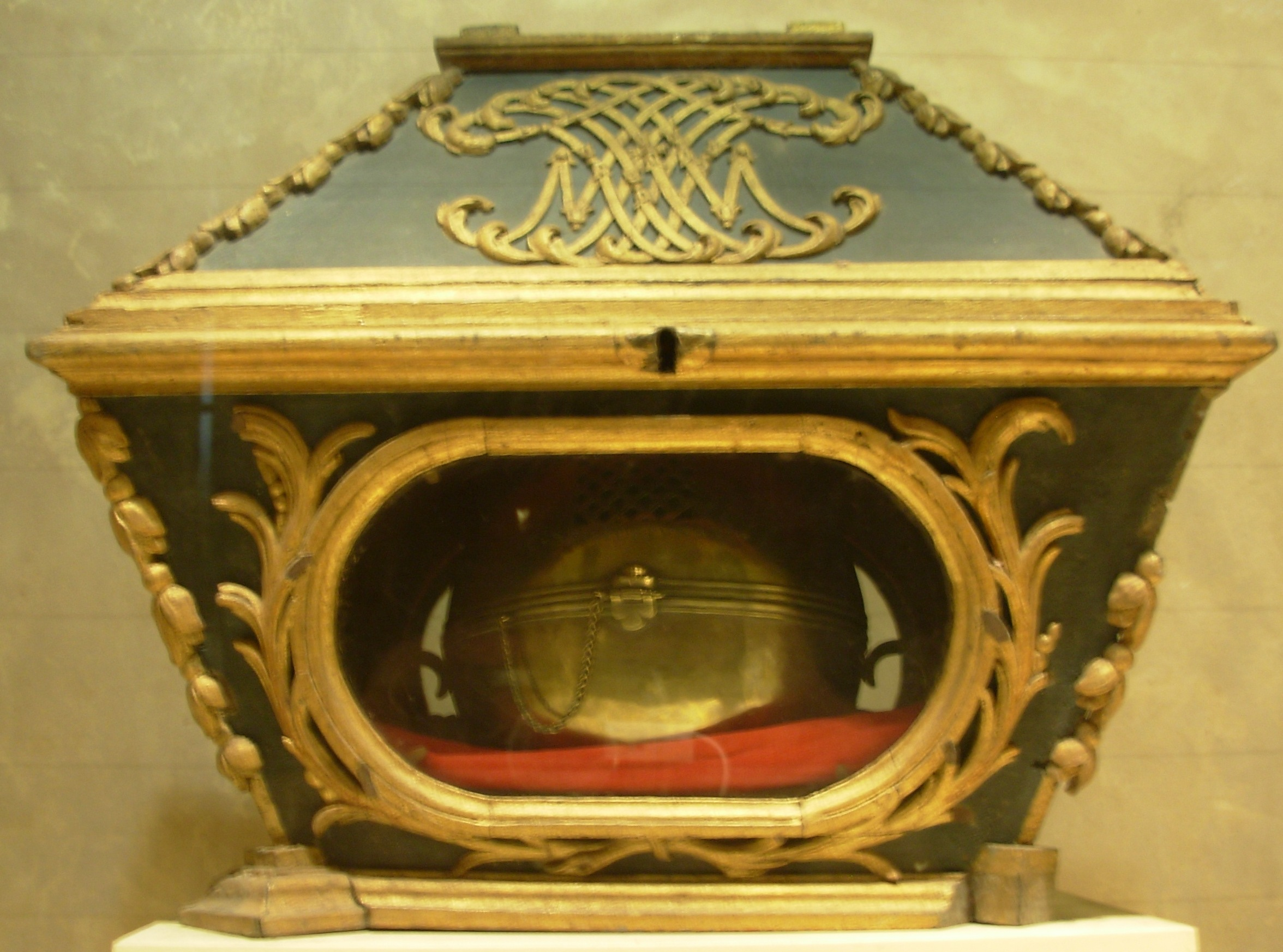
Flavignac, trésor de l'église, châsse de saint Fortunat, (fin XVIIe siècle).

#### Église Saint-Pierre-ès-Liens de Texon

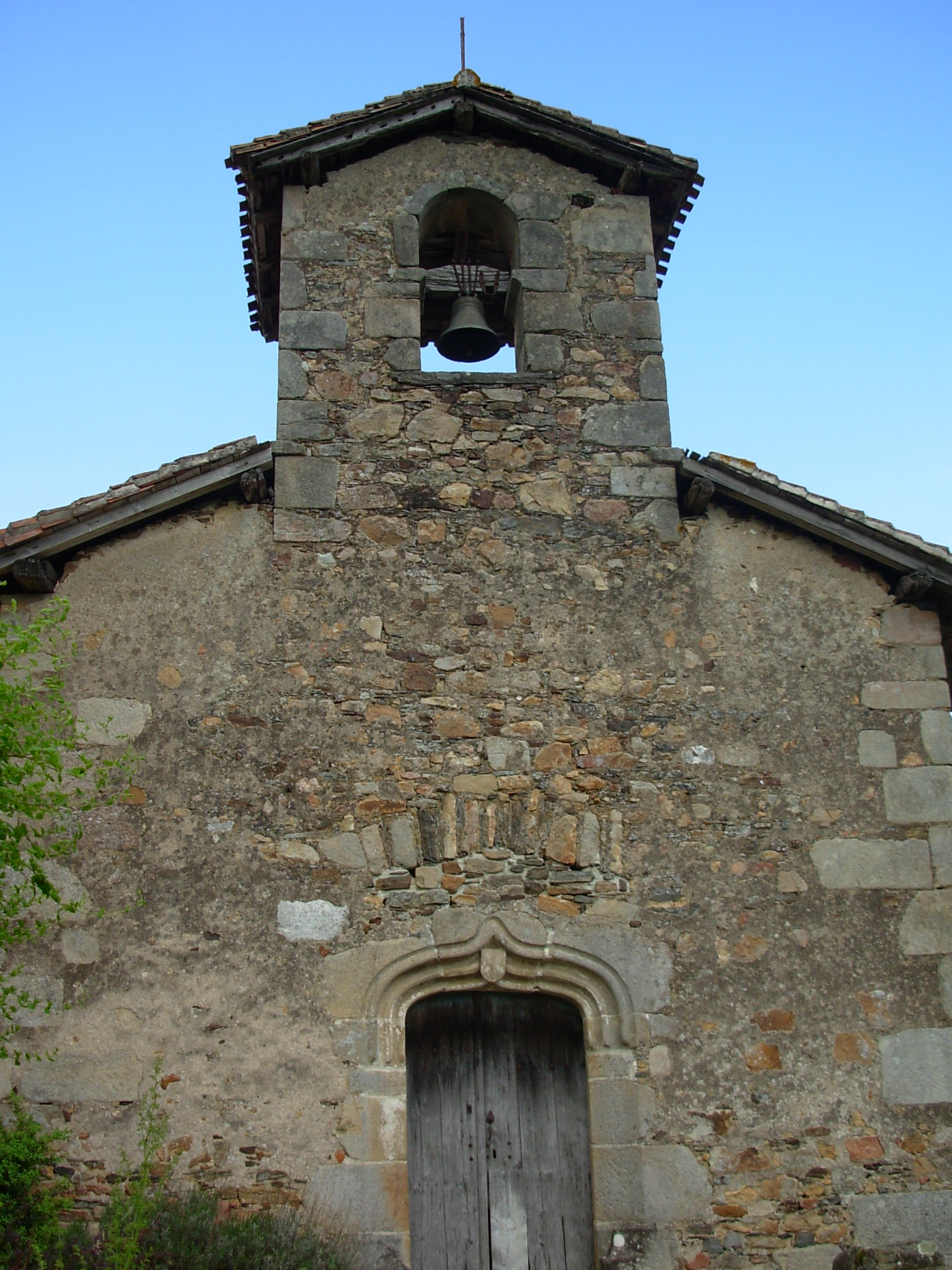
Flavignac, église de Texon.

Texon et l'église Saint-Pierre-ès-Liens (XVe siècle). Le village de Texon est joliment situé dans la vallée de l'Arthonnet sur un replat dominant la rivière. L'origine de cette ancienne et minuscule paroisse, qui n'eut qu'une existence éphémère en tant que commune (1791-1809), reste inconnue. Le lieu est attesté pour la première fois au XIIe siècle dans le cartulaire de l'abbaye de Solignac. La paroisse fut souvent surnommée « Texon Le Pauvre » : outre le Bourg (quelques maisons entourant l'église), elle ne comptait que deux autres villages (Eyveaux et l'Estrade). L'église date du XVe siècle. Elle est formée d'un chœur voûté communiquant avec la nef par une sorte d'arc triomphal. Couverte d'un toit à deux pentes, elle présente au-dessus de la porte d'entrée un clocheton abritant une cloche ancienne, objet d'une véritable épopée dans la première moitié du XIXe siècle, connue sous le nom de « l'affaire de la cloche de Texon ». En 1809, l'administration décida la suppression de la commune de Texon et son rattachement à la commune de Lavignac. Le conseil de cette commune décida alors la destruction de l'église de Texon et le transfert de la cloche à Lavignac. Ce n'est qu'après de nombreuses interventions, une expédition armée des Texonnais, un procès, une confiscation par la préfecture et un décret du président de la République que la cloche fut rendue à son clocher au milieu du siècle. Entre-temps, en 1829, les autorités administratives avaient décidé, en raison des nombreuses demandes des habitants, de rattacher l'ancienne commune et paroisse à Flavignac. L'édifice a été inscrit au titre des monuments historiques en 1977.

#### Pont des Graules
Pont des Graules ou planche de Cessat. Ce ponceau, formé de plusieurs dalles de granit posées sur des piles non maçonnées, servait aux piétons pour traverser à pied sec l'Arthonnet, immédiatement en aval d'un ancien gué. Il permettait notamment aux habitants de Cessat de se rendre à Faye ou au bourg. Il est impossible à dater mais est mentionné dans un livre terrier de 1552.

#### Château de Faye
Le château de Faye et ses jardins datent de la deuxième moitié du XVIIIe siècle et ont été conçus par l'architecte Joseph Brousseau. Installé à côté de l'ancien prieuré Saint-André de Faye, dépendant de l'abbaye de Solignac, le château actuel a remplacé un manoir datant probablement de la fin du Moyen Âge ou du XVIe siècle et qui fut le fief de la famille de Loménie. La bâtisse construite à l'initiative des Villoutreix de Faye, descendants des Loménie, sur les plans de l'architecte susnommé, et par les soins du frère de celui-ci, Mathurin, entrepreneur, se compose d'un vaste logis principal quadrangulaire, flanqué de deux ailes surbaissées. Le rez-de-chaussée a conservé des décors Louis XVI. L'emprise des anciens jardins à la française est encore perceptible. Dans le premier quart du XIXe siècle, le château passa à la famille de Labrouhe de Laborderie qui le conserva jusque dans les années 1950. Il fut alors vendu au syndicat C.G.T. de Seine-Maritime qui en fit une colonie de vacances. Dans les années 1990, il fut acheté par ses actuels propriétaires qui y entreprennent des restaurations extérieures et intérieures de qualité mais l'ensemble ne se visite pas.

#### Colombier de la Ribière
Le colombier seigneurial de La Ribière date du XVe siècle. En forme de tour, il présente la particularité, rare aujourd'hui dans la région, d'être couvert en lauze sans charpente, la toiture reposant directement sur la voûte en brique. Au sommet, une sorte de lanternon protège la fuie. Ce colombier seigneurial avec des armoiries au-dessus de la porte, accompagnait l'ancien château de la Ribière, détruit dans la deuxième moitié du XVIIIe siècle. Il date probablement de la fin du Moyen Âge, lorsque la famille de Saint-Fiel occupait les lieux. En mauvais état, privé, il ne se visite pas.

### Autres lieux

#### Autel gallo-romain de Texon

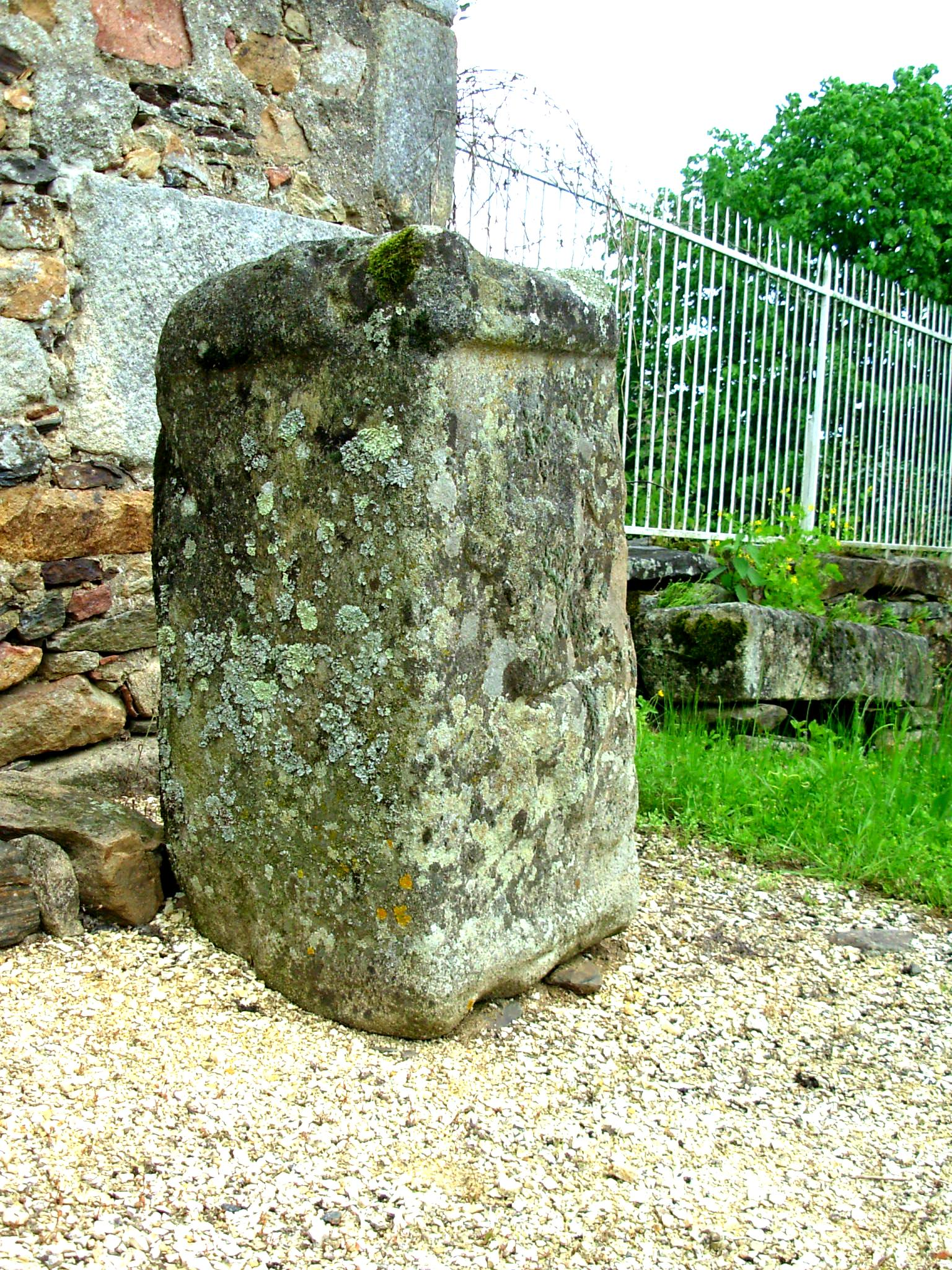
Flavignac, autel gallo-romain de Texon.

Il s'agit d'un autel taurobolique gallo-romain. Il est en granit et mesure environ un mètre de hauteur et, est placé devant l'église. Il présente sur sa face principale différentes sculptures : une tête de taureau, un bonnet phrygien, des cymbales et un bâton, évoquant le sacrifice du taurobole dans le culte à la déesse Cybèle et au berger Attis.
C'est l'un de la cinquantaine d’autels de ce type recensés sur le territoire de l'ancienne Gaule. Il n'est pas à son emplacement d'origine. En effet, il était autrefois utilisé renversé sur une face latérale comme « pierre des morts » pour poser les cercueils avant leur entrée dans l'église. C'est ce qui explique la présence sur une des faces latérales (face supérieure de la « pierre des morts ») d'une sorte de jeu de marelle gravé datable des XVIe ou XVIIe siècles.

#### Sépulture gallo-romaine

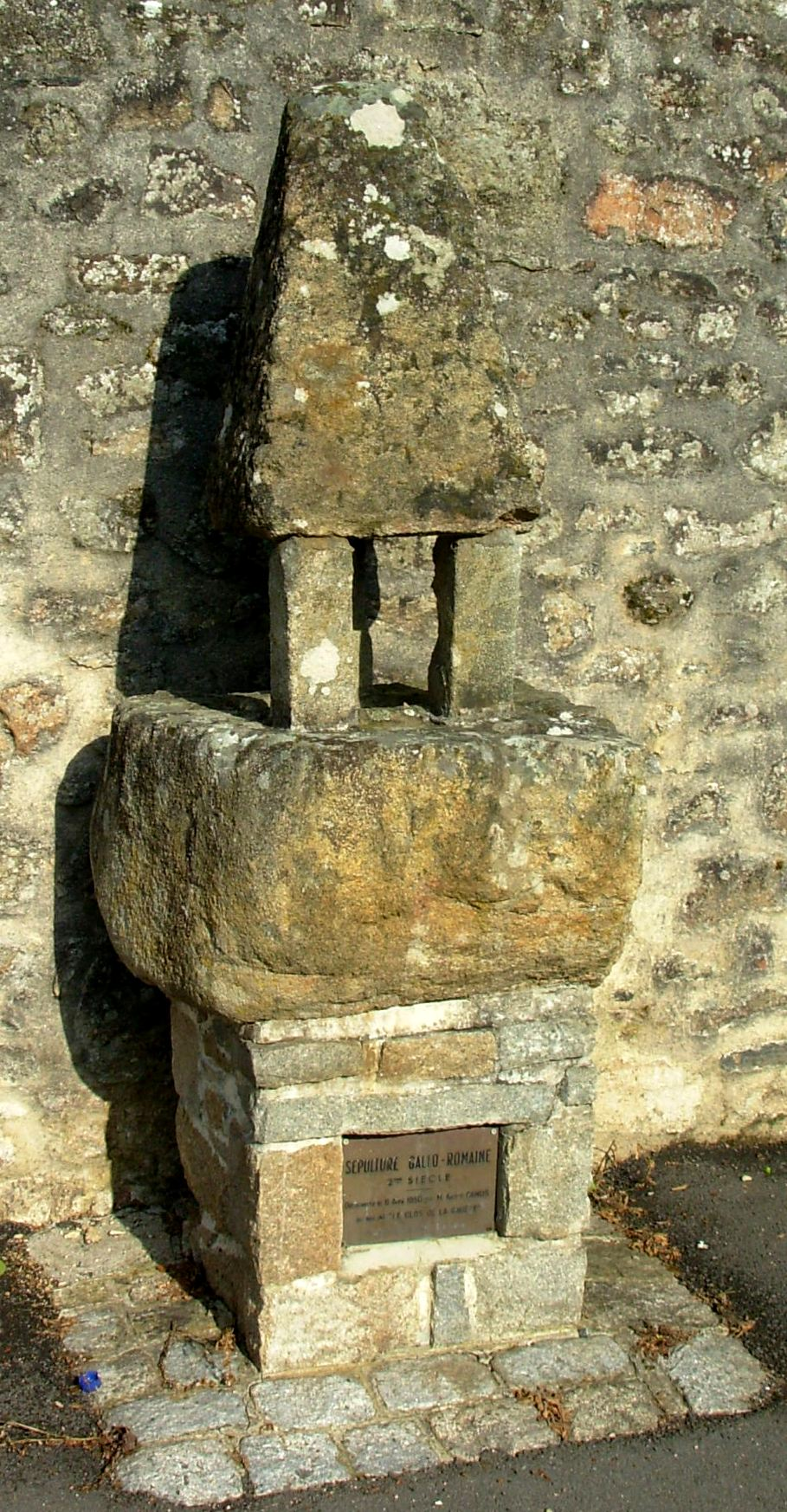
Flavignac, sépulture gallo-romaine.

La sépulture à incinération de la Ribière est d'origine gallo-romaine. Elle a été trouvée et fouillée en 1950 à La Ribière. Le coffre funéraire a été remonté sous forme d'un petit monument près de l'école. Le mobilier, une urne funéraire et balsamaire en verre, un poignard en bronze à tête de félin, une lampe à huile... est conservé à la mairie.

#### Étang Saint-Fortunat
L'étang Saint-Fortunat est une retenue d'environ six hectares. Elle fut mise en eau en 1973 tout près du bourg sur une partie d'une ancienne propriété acquise par la commune. Il reprend en fait l'emplacement d'un très vieil étang attesté au XVe siècle. À vocation de loisirs, il est doté d'une plage avec baignade surveillée en juillet-août, d'aires de jeux, d'un camping…
Le site est très fréquenté par les citadins d'Aixe-sur-Vienne ou de Limoges. L'image de l'église et du bourg se reflétant dans ce lac est devenue une vue classique et pittoresque des monts de Châlus.

## Villages et lieux-dits
La liste ci-dessous est en partie extraite de la monographie de J. Bureau, du dictionnaire d'André Leclerc ainsi que des bulletins municipaux à partir de celui de janvier 2021 (n° 93) ; en italique, les villages mentionnés en plus dans la liste électorale de novembre 1789.
- Bastide (La)
- Beau-Soleil
- Beyrand
- Borde (La)
- Borde (Moulin de La)
- Brelaudie (ou Brelodie)
- Briat
- Brouillet
- Brousses (Les) : ce village aujourd'hui disparu, mais attesté du XVe au XVIIIe siècle, se trouvait près des confins des paroisses de Flavignac, Rilhac-Lastours et Nexon, entre les villages de Lascaux et Chazelas. Il semble n'avoir été constitué que d'habitats et bâtiments agricoles assez modestes, plus ou moins épars. Il pourrait s'agir d’un de ces villages fondés en période d'expansion démographique, comme on en connut au XIIIe siècle, dans des secteurs un peu à l'écart, au profit d'habitants pauvres en quête de terrains à défricher. Le nom Les Brousses pourrait évoquer directement cet état. En période de régression démographique, les villages de ce type sont naturellement souvent les premiers à disparaître[41].
- Le Buisson : ce village est attesté dès le XIIIe siècle dans des documents issus de l'abbaye de Solignac : manso de Boysso, sito in parrochia de Flavinhac, prope burgum (Manse du Buisson, situé dans la paroisse de Flavignac, près du Bourg) ou encore manso deu Boycho. Au XVe siècle, des terres qui y étaient situées, relevaient du fief presbytéral de la cure de Flavignac, c'est-à-dire des biens qui étaient attachés et affectés à la fonction de curé de Flavignac[41].
- Busserolles : ce nom est un diminutif de Bussière qui désigne dans la région un lieu où pousse le buis. Cette plante ne pousse pas naturellement sur le socle cristallin et notamment en Limousin (sauf en de rares stations à la géologie particulière). Elle peut cependant se développer et se perpétuer sur des sites autrefois habités où la plante a été introduite. Ces sites ruinés sont propices à cet arbuste qui apprécie les sols bien drainés, caillouteux, et souvent enrichis en chaux par les anciennes constructions. Les « Bussières » désignent donc souvent des villages recréés tardivement sur des sites abandonnés de la période antique ou du haut Moyen Âge. Plus qu'une « Petite Bussière », Busserolles désigne plutôt un lieu où le buis poussait de façon éparse. Le fait qu'il n'y ait pas d’article dans le nom Busserolles va dans le sens d’une création de ce village avant l’An Mil[41].
- Cessaguet
- Cessat
- Chavannes (Les)
- Chazelas : siège de la compagnie de spectacles de clowns Ap'nez[42],[43].
- Chevailles (Les) : situé à l'extrémité sud-ouest de la commune de Flavignac, la ferme des Chevailles, autrefois Las Chavaillas, se trouvait aux confins des anciennes paroisses des Cars et de Chenevière (aujourd'hui commune de Pageas). Son nom paraît dériver du mot de langue limousine chavalhar, qui signifie creuser, raviner. Las Chavalhas désigne donc des ravines, voire des fossés ou des chemins creux. Faute de documentation plus précise, éventuellement archéologique, il est donc impossible de trancher entre élément topographique naturel ou œuvre de la main d'homme[44].
- Cheyraux (Le)
- Cheyroux (Les) : village d'origine assez ancienne (attesté dès le XIIIe siècle), tire son nom du Limousin Chier ou Cheir, issu d'une racine préceltique car, signifiant « pierre », « rocher » . Cela peut donc être une pierre ou un rocher remarquable ou encore simplement un amas de pierre important[44].
- Etang (L’)
- Etyvagnac
- L'Estrade (ou Extrade) : issu du latin strata, « L’Estrade » désigne une route aménagée, construite et notamment empierrée. Formée de plusieurs couches de pierres et terre (strates), elle est le plus souvent d’origine antique. Les lieux et villages ainsi désignés sont souvent situés à proximité d'une ancienne voie romaine. Dans le cas de L'Estrade et de La Petite Estrade de Flavignac, il peut s’agir d'un ancien itinéraire joignant à longue distance le Haut-Limousin et le Périgord et qui traverse le plateau de L’Estrade et Eynanças et se dirige ensuite vers Chenevières[41].
- Eynanças
- Eyneau (Moulin d’) ou Eveau
- Faye  (Château de et village)[45] : le village situé au milieu d'un plateau de bonnes terres, est probablement d'origine très ancienne. Il est entré assez tôt (vers l'an mille ?) en possession de l'abbaye de Solignac qui y a fondé le prieuré Saint-André de Faye, dont on peut voir encore quelques vestiges. La Faye, en 1348, avait une prévôté, sous le patronage de saint André, apôtre. Elle dépendait de l’abbé de Solignac, qui y nommait les prévôts en 1560, 1564, 1570. À proximité se trouvait la terre de Loménie, dépendant du prieuré et berceau de la famille du même nom. Celle-ci posséda le château de Faye jusqu'en 1690, moment où il passa à la famille de Villoutreix. Le château actuel date de la deuxième moitié du XVIIIe siècle. Les élevages de Faye participèrent au XIXe siècle à la sélection de la race bovine limousine. Le village comptait il y a encore quelques années trois importantes exploitations agricoles consacrées à l'élevage.
- Les Graules : Le Moulin des Graules est attesté en 1552 comme une dépendance de l’abbaye de Solignac. Situé en aval de la « planche de Cessat », aujourd'hui, le pont des Graules, sur l’Arthonnet. Il tire son nom du limousin Graula qui désigne une corneille ou un corbeau[41].
- Eygoutiéras (ou Egoutieras)
- Grand-Clos (Le).
- Grolles (Moulin des).
- Houliette (L’).
- Lafarge
- Lambaudie (ou Lambodie) : Jean Deloménie, seigneur de Faye en 1110, acquit Lambaudie en 1456. Une chapelle qui existait en ce lieu, était interdite vers la fin du XVIIIe siècle.
- Lascaux : il faut reconnaître dans le nom de lieux Lascaux, l'article de langue limousine Las, « les », qui s'est agrégé au mot, également de langue limousine, coux ou caux qui peut désigner des amas de pierres. mais dans ce cas, le mot peut qualifier aussi de vieux murs de clôture, plus ou moins effondrés, des ruines[44].
- Mas-Goudier (Le) (ou Masgoudier)
- Mene (Le).
- Mingoux (Moulin des; ou Les Mingoux)
- Mont-Cul (ou Montcuq)
- Monts (Les).
- Moulin-Neuf.
- Le Païsseix
- Palennes (Les) : le nom Palena désigne en langue limousine de hautes graminées qui poussaient dans les terrains abandonnés, non cultivés. Par extension, le nom a fini par désigner des terrains en friche, non entretenus[41].
- Peyrat (Le) : ce toponyme peut désigner, particulièrement lorsqu'il est accompagné d'un article, un chemin empierré, ce qui au Moyen Âge concerne les voies d’une certaine importance. C'est sans doute le cas pour Le Peyrat de Flavignac qui se trouve près du carrefour de La Croix de Pierre où passait un ancien chemin joignant semble-t-il la région de Saint-Junien à celle de Saint-Yrieix-La-Perche[41].
- Poignade.
- Pont des Chèvres (Le) : la maison ainsi désignée, assez récente, a emprunté son nom à la désignation de parcelles, attestée sur l'ancien cadastre du début du 19e siècle De Las Chabras, « des Chèvres ». Le « Pont » fait probablement référence à l’ancien franchissement du ruisseau de La Bastide, situé tout près[41].
- Puy-Renon.
- Rebeyrolle (La) (ou Rebérolles, Moulin de) : le nom de La Rebeyrolle, qui désigne un ancien moulin établi sur l'Arthonnet et les maisons qui l'accompagnent, est un diminutif de la « Ribière » signifiant « la Petite Ribière » au sens d'un lieu dit plus petit. Le moulin est probablement d'origine médiévale. Il semble avoir été une possession de l'ordre des Hospitaliers qui possédaient d'importants biens à Chenevière et Puybonnieux (aujourd'hui commune de Pageas). L'étang, aujourd'hui situé en aval du Moulin, est une création moderne. La retenue d'eau permettant le fonctionnement du moulin était situé immédiatement en amont[44].
- Ribière (La) : (de Flavignac et de Texon) le toponyme est très fréquent en Limousin. Il dérive du mot de langue limousine "ribiera", lui-même issu du latin « riparia » qui désigne ce qui se tient sur la rive d'un ruisseau ou d'une rivière. Dans la pratique, ce peut être la rive de n'importe quel cours d'eau, quelle que soit sa taille, voire par extension un pré humide envahi par les joncs. Les deux "Ribière" qui se trouvent sur la commune de Flavignac sont distinguées par leur appartenance à leur ancienne paroisse respective, Flavignac ou Texon. Celle de Texon est probablement à mettre en relation avec les rives de l'Arthonnet. Celle de Flavignac, qui est peut-être à relier au ruisseau qui prend sa source vers Leugratte et devient en aval le ruisseau de la Forge, se décline aussi en « La Ribière » qui est probablement le site primitif, « la petite Ribière » et, anciennement, « la Métairie de la Ribière ». Il s'agit là des souvenirs d'un ancien domaine seigneurial probablement assez étendu et qui comprenait un petit château de la fin du Moyen Âge. Le domaine appartenait à la famille de Saint-Fiel. Le pigeonnier de la Ribière, datable vers 1500, en constitue un des dernier vestiges[44].
- Sainte-Catherine-de-la-Chanabière. — Gautier de Pérusse, chevalier, seigneur des Cars, par son testament du 26 janvier 1455, donna pour bâtir une chapelle en ce lieu. Elle était dédiée à sainte Catherine et dépendait de Puybonnieux, commanderie des Templiers.
- Sessaguet.
- Sessat.
- Teceix (Le).
- Terrade (La)
- Texon : dans des documents issus de l’abbaye de Solignac, on trouve la désignation de la parrochia Sancti Petri de Teysson (Paroisse Saint-Pierre de Texon). Le mot Texon pourrait être issu du latin taxonis, qui signifie le blaireau et qui avait évolué en langue limousine en taison. Il pourrait donc s'agir, avec toutes les réserves d’usage, de la désignation d'un lieu où aurait prospéré cet animal. Texon était une cure dans l’ancien archiprêtré de La Meyze, sous le patronage de saint Pierre-ès-liens. Au XVIIIe siècle, il y avait 172 communiants (environ 222 habitants). L’évêque de Limoges y a toujours nommé les titulaires, comme on le voit par titres depuis 1561. N… de Loménie est dit prieur de Texon en 1738. - François Maillot était curé le 25 juin 1765. – N… Bordas en 1766, se démit en 1774. - Jean-Martial Cheyrou, nommé en 1774, subit la déportation pendant la Révolution. Depuis le Concordat de 1801, la paroisse de Texon est unie à celle de Flavignac et définitivement rattachée en 1829[41]. Le 18 messsidor an IV (6 juin 1796), l’église et le presbytère de Texon furent vendus comme propriété nationale, au sieur Audoin, pour la somme de 624 francs. (Archives de la Haute-Vienne, Q 147). Près de l’église, la pierre sur laquelle on pose les cercueils avant les cérémonies de l’inhumation, est un autel romain. C’est un bloc de granit, dont la face antérieure offre les insignes des sacrifices payens, tels qu’une tête de bœuf, le bâton augural, deux patères, etc. Sa hauteur est environ d’un mètre, la largeur et l’épaisseur de soixante centimètres.
- Tirebas (chez)[46] : lieu disparu près de Faye.
- Tivagnas ou Estivagnas
- Tuilerie.
- Vidalie (ou Vidailly).

## Personnalités liées à la commune
- François de Loménie, évêque de Marseille (1624-1639), mort le 27 février 1639 au château de Faye à Flavignac.
- Étienne-Charles de Loménie de Brienne, né le 9 octobre 1727 à Paris, mort le 19 février 1794, ministre des finances de Louis XVI, fut le dernier prévôt en titre du prieuré de Faye.
- Jean-Baptiste-Auguste de Villoutreix de Faye, évêque d'Oloron (1783-1792).
- Jean-Baptiste Lelong, médecin chirurgien major des armées de Napoléon Ier, maire de Flavignac en 1815, puis 1830-1832.
- Jacques Chibois, né à Limoges le 22 juillet 1952, issu d'une famille de meuniers des Mingoux à Flavignac, chef cuisinier étoilé.

## Jumelages
- Dietenhofen (Allemagne)

Ce jumelage a été conclu entre les deux communes en 1982. Ce fut l'un des premiers partenariats entre une commune du Limousin et une commune de Moyenne Franconie, dans le cadre du jumelage entre les deux régions.

## Pèlerinage de Compostelle
Flavignac est située sur la Voie de Vézelay ou Voie limousine (via Lemovicensis) ; étape précédente : Limoges ou Solignac selon les variantes ; étape suivante : La Coquille.
En raison de l'augmentation de la fréquentation de la voie de Vézelay, la commune a créé en 2005 un refuge pour les pèlerins.
Il est situé place Saint-Fortunat, juste en face l'église de Flavignac.